# Thuiaria cylindrica
Thuiaria cylindrica är en nässeldjursart som beskrevs av Clark 1876. Thuiaria cylindrica ingår i släktet Thuiaria och familjen Sertulariidae. Inga underarter finns listade i Catalogue of Life.